# Big Brovaz
Big Brovaz – brytyjski zespół, wykonujący muzykę będącą mieszanką R&B i hip-hopu.
Członkowie zespołu poznali się dzięki dwójce producentów z południa Londynu, znanych jako Fingaz i Skillz. Niewielki projekt muzyczny, jakim na początku było Big Brovaz, stał się dzięki bezkonfliktowej współpracy muzyków i producentów regularnym zespołem.
W 2002 roku zespół podpisał kontrakt z wytwórnią Epic i zabrał się za nagrywanie debiutanckiego albumu. Efektem pracy stała się płyta Nu Flow, która ukazała się w marcu 2003 roku.
W czerwcu 2006 roku dwie członkinie zespołu Cherise Roberts oraz Nadia Shepherd stworzyły własny zespół Booty Luv.

## Dyskografia

### Albumy
- 1. Nu-Flow – 4 listopada 2002 – #6 (UK), #37 (AUS)
- 2. Re-Entry – 4 kwietnia 2007 – (UK)

### Single
| Rok  | Piosenka                                 | Wielka Brytania | Australia | Album                            |
| ---- | ---------------------------------------- | --------------- | --------- | -------------------------------- |
| 2002 | "Nu Flow"                                | 3               | 3         | Nu-Flow                          |
| 2003 | "OK"                                     | 7               | 64        | Nu-Flow                          |
| 2003 | "Favourite Things"                       | 2               | 3         | Nu-Flow                          |
| 2003 | "Baby Boy"                               | 4               | 8         | Nu-Flow                          |
| 2003 | "Ain't What You Do"                      | 15              | —         | Nu-Flow                          |
| 2004 | "We Wanna Thank You (The Things You Do)" | 17              | 56        | Scooby-Doo 2: Monsters Unleashed |
| 2004 | "Yours Fatally"                          | 15              | —         | Re-Entry                         |
| 2006 | "Hangin' Around"                         | 57              | —         | Re-Entry                         |
| 2007 | "Big Bro Thang"                          | 171             | —         | Re-Entry                         |